# Guillon-Terre-Plaine
Guillon-Terre-Plaine ist eine französische Gemeinde mit 712 Einwohnern (Stand 1. Januar 2022) im Département Yonne in der Region Bourgogne-Franche-Comté. Sie gehört zum Arrondissement Avallon und zum Kanton Chablis.
Sie entstand als Commune nouvelle mit Wirkung vom 1. Januar 2019 durch die Zusammenlegung der bisherigen Gemeinden Guillon, Cisery, Sceaux, Trévilly und Vignes, die in der neuen Gemeinde den Status einer Commune déléguée haben. Der Verwaltungssitz befindet sich im Ort Guillon.

## Gliederung
| Ortsteil                    | ehemaliger INSEE-Code | Fläche (km²) | Einwohnerzahl zum 1. Januar 2022 |
| --------------------------- | --------------------- | ------------ | -------------------------------- |
| Cisery                      | 89109                 | 04,70        | 052                              |
| Guillon (Verwaltungssitz)00 | 89197                 | 11,94        | 422                              |
| Sceaux                      | 89381                 | 13,22        | 112                              |
| Trévilly                    | 89421                 | 06,86        | 056                              |
| Vignes                      | 89448                 | 11,77        | 070                              |

## Lage
Die Gemeinde liegt rund 14 Kilometer ostnordöstlich von Avallon. Der Fluss Serein und die Autobahn A6 durchqueren das Gemeindegebiet. Nachbargemeinden sind: Montréal und Talcy im Norden, Santigny und Pisy im Nordosten, Corsaint im Osten,  Époisses und Toutry im Südosten, Savigny-en-Terre-Plaine und Saint-André-en-Terre-Plaine im Süden, Cussy-les-Forges und Magny im Südwesten, Sauvigny-le-Bois im Westen, sowie Athie und Angely im Nordwesten.